# 키스톤 파이프라인

키스톤 파이프라인 시스템(Keystone Pipeline System)은 2010년에 가동된 송유관 시스템으로, 이전에는 TC 에너지 소유였다. 2024년 10월 1일부터 TC 에너지가 액체 사업부를 분리하여 별도의 상장 회사로 분사하면서 현재는 사우스 바우가 소유하고 있다. 이 파이프라인은 앨버타의 서부 캐나다 퇴적 분지에서 일리노이주 및 텍사스주의 정유소까지, 그리고 쿠싱, 오클라호마의 저유 탱크와 석유 파이프라인 유통 센터까지 이어진다.
트랜스캐나다 키스톤 파이프라인 GP 리미티드는 여기에서 키스톤으로 약칭하며, 이 프로젝트의 4단계를 운영한다. 2013년에는 처음 두 단계의 용량이 일일 최대 590,000 배럴 (94,000 m3)의 원유를 중서부 정유소로 공급할 수 있었다. 3단계는 텍사스 정유소로 일일 최대 700,000 배럴 (110,000 m3)를 공급할 수 있다. 비교하자면, 미국의 석유 생산량은 2015년 상반기에 일일 평균 9.4백만 배럴 (1.5백만 세제곱미터)였고, 2015년 7월까지 일일 500,000 배럴 (79,000 m3)의 총 수출량을 기록했다.
키스톤 XL (가끔 KXL로 줄여쓰며, XL은 "수출 제한"을 의미한다) 파이프라인이라는 네 번째 파이프라인이 제안되었는데, 이는 하디스티, 앨버타와 스틸시티, 네브래스카의 1단계 파이프라인 터미널을 더 짧은 경로와 더 큰 직경의 파이프로 연결했을 것이다. 이는 베이커, 몬태나를 통과하여 몬태나와 노스다코타의 윌리스턴 분지 (바켄 지층)에서 생산된 경질 원유를 추가했을 것이다. 캐나다 오일샌드의 합성 원유(싱크루드) 및 희석 블랙탑(딜비트)에 키스톤의 처리량을 추가했을 것이다. 파이프라인을 통해 운송된 석유가 다른 나라로 수출되지 않고 얼마나 미국 소비자에 도달했을지는 분명하지 않은데, 이는 대부분이 걸프 연안을 따라 정제되었을 것이기 때문이다.
이 파이프라인은 기후변화와 화석 연료에 대한 우려를 가진 환경운동가들의 반대를 받으면서 유명해졌다. 2015년, KXL은 대통령 버락 오바마에 의해 일시적으로 지연되었다. 2017년 1월 24일, 도널드 트럼프 대통령은 파이프라인 완공을 허가하기 위한 조치를 취했다. 2021년 1월 20일, 조 바이든 대통령은 키스톤 XL 파이프라인(4단계)에 대해 트랜스캐나다 코퍼레이션에 부여된 허가를 취소하는 행정명령에 서명했다. 2021년 6월 9일, TC 에너지는 키스톤 XL 파이프라인 계획을 포기했다.

## 설명
키스톤 파이프라인 시스템은 운영 중인 1단계, 2단계, 3단계, 걸프 연안 파이프라인 프로젝트로 구성되었다. 네 번째로 제안된 파이프라인 확장 구간인 4단계, 키스톤 XL은 2015년에 미국 연방 정부로부터 필요한 허가를 받지 못했다. 쿠싱, 오클라호마에서 네덜란드까지 이어지는 3단계 공사는 2012년 8월 독립적인 경제 공공 사업으로 시작되었다. 3단계는 2014년 1월 22일에 개통되어 하디스티, 앨버타에서 네덜란드, 텍사스주까지의 파이프라인 경로를 완성했다. 2012년의 키스톤 XL 파이프라인 프로젝트(4단계) 수정 제안은 앨버타주 하디스티에서 몬태나와 사우스다코타를 거쳐 스틸시티, 네브래스카까지 이어지는 새로운 36-인치 (910 mm) 파이프라인으로 구성되어 있으며, "주로 걸프 연안 지역의 정유소로 캐나다 앨버타의 서부 캐나다 퇴적 분지와 몬태나 및 노스다코타의 윌리스턴 분지(바켄) 지역에서 최대 830,000 barrels per day (132,000 m3/d)의 원유를 운송한다." 키스톤 XL 파이프라인 구간은 미국산 원유가 베이커, 몬태나에서 XL 파이프라인에 진입하여 쿠싱, 오클라호마의 저장 및 유통 시설로 이동하도록 의도되었다. 쿠싱은 주요 원유 마케팅/정제 및 파이프라인 허브이다.
2010년부터 2021년까지 운영된 원래 키스톤 파이프라인 시스템은 캐나다 원유를 미국 중서부 시장과 쿠싱, 오클라호마로 운송하는 3,461-킬로미터 (2,151 mi) 길이의 파이프라인이다. 캐나다에서는 키스톤의 첫 번째 단계로 서스캐처원주와 매니토바주의 기존 864 킬로미터 (537 mi) 길이의 36-인치 (910 mm) 천연가스 파이프라인을 원유 파이프라인 서비스로 전환했다. 또한 약 373 킬로미터 (232 mi)의 새로운 30-인치-직경 (760 mm) 파이프라인, 16개의 펌프장 및 키스톤 하디스티 터미널을 포함한다.
미국 구간의 키스톤 파이프라인에는 노스다코타, 사우스다코타, 네브래스카, 캔자스, 미주리, 일리노이에 1,744 킬로미터 (1,084 mi) 길이의 새로운, 30-인치-직경 (760 mm) 파이프라인이 포함되었다. 파이프라인은 최소 4 피트 (1.2 m)의 지면 덮개를 갖는다. 또한 23개의 펌프장과 우드 리버, 일리노이 및 패토카, 일리노이의 배송 시설 건설도 포함되었다. 2011년 키스톤의 두 번째 단계에는 스틸시티, 네브래스카에서 쿠싱, 오클라호마까지의 480-킬로미터 (298 mi) 확장 구간과 11개의 새로운 펌프장이 포함되어 파이프라인 용량을 일일 435,000 to 591,000 배럴 (69,200 to 94,000 m3)로 늘렸다.
추가 단계(III단계는 2014년 완료, IV단계는 2015년 거부)는 2011년부터 건설 또는 논의 중이었다. 완료되면 키스톤 XL은 하루 510,000 배럴 (81,000 m3)를 추가하여 총 용량이 하루 1.1백만 배럴 (170,000 m3)까지 증가했을 것이다.
원래 키스톤 파이프라인 건설 비용은 52억 미국 달러였다.
2018년 1월부터 2019년 12월 31일까지 키스톤 XL 개발 비용은 15억 달러였다.:147

## 역사
이 프로젝트는 2005년 캘거리에 본사를 둔 트랜스캐나다 코퍼레이션이 제안했고, 2007년 캐나다 국립 에너지 위원회의 승인을 받았다. 2007년 9월 21일, 캐나다 국립 에너지 위원회는 트랜스캐나다의 캐나다 메인라인 가스 파이프라인 일부를 원유 파이프라인으로 전환하는 것을 포함하여 캐나다 구간 건설을 승인했다.
2007년 10월, 캐나다 통신, 에너지, 제지 근로자 노동조합은 캐나다 연방 정부에 파이프라인에 대한 규제 승인을 막아달라고 요청했으며, 노조 위원장 데이브 콜스는 "키스톤 파이프라인은 전적으로 미국 시장에만 서비스를 제공하고, 캐나다인들에게 영구적인 일자리를 거의 만들지 않으며, 우리의 에너지 안보를 줄이고, 캐나다 에너지 부문의 투자 및 일자리 창출을 저해할 것"이라고 밝혔다.
2008년 1월 22일, 코노코필립스가 이 프로젝트에 50%의 지분을 인수했다.
2008년 3월 17일, 조지 W. 부시 대통령 재임 마지막 해에 미국 국무부는 미국과 캐나다 국경에 시설을 건설, 유지 및 운영하는 것을 승인하는 대통령 허가를 발급했다. 2008년 6월, 키스톤 XL 확장 구간이 제안되었다. 같은 해 말, 트랜스캐나다는 파이프라인 단독 소유자가 되는 과정을 시작했다. 2009년에 코노코필립스의 지분을 매입하여 단독 소유자로 되돌아갔다. 트랜스캐나다는 파이프라인에 필요한 모든 주 및 연방 허가를 취득하는 데 2년 이상이 걸렸다. 건설은 또 2년이 걸렸다.
2009년 9월, NEB는 2019년 캐나다 에너지 규제 기관(CER)으로 대체되었는데, 청문회를 시작했다. 캐나다 하디스티, 앨버타에서 미국 패토카, 일리노이까지의 파이프라인은 2010년 6월에 운영을 시작했다. 같은 해 말, 사우스다코타 공공사업위원회는 진행 허가를 내주었다. 그리고 2010년 3월, 국립 에너지 위원회는 이 프로젝트를 승인했다.
2010년 6월, 키스톤 파이프라인(1단계)이 완공되어 하디스티, 앨버타에서 스틸시티, 네브래스카의 분기점까지 3,456 킬로미터 (2,147 mi)를 거쳐 록사나, 일리노이의 우드 리버 정유소와 패토카, 일리노이 북쪽의 패토카 오일 터미널 허브로 석유를 운송하기 시작했다.
2010년 7월 21일, 환경 보호국은 석유 유출 대응 계획, 안전 문제, 온실 기체에 대한 우려를 간과한 국무부의 환경 영향 평가 초안을 비판했다.
2011년 2월, 키스톤-쿠싱 확장 구간(2단계)이 스틸시티에서 쿠싱, 오클라호마의 저유 탱크까지 468 킬로미터 (291 mi) 구간이 완공되었다.
2011년 6월 3일, 파이프라인 위험물 안전청(PHMSA)은 키스톤의 2011년 5월 유출에 대해 트랜스캐나다에 시정 조치 명령(CAO)을 내렸다. 2016년 4월 2일, PHMSA는 허친슨군, 사우스다코타주에서 16,800 미국 갤런 (64 m3) 유출에 대해 트랜스캐나다에 CAO를 발급했다. 그리고 4월 9일에 다시 발급했다. 미국 규제 기관이 기업의 시정 조치 및 계획을 승인한 후 4월 10일에 파이프라인은 감소된 운영 압력으로 재가동되었다. 2017년 11월 마셜군, 사우스다코타주에서 9,700 배럴 (1,540 m3) 유출이 발생했다. 이 유출은 2017년 11월 16일 오전 애머스트, 사우스다코타 근처에서 발생했으며 루덴 펌프장 남쪽 35 마일 (56 km) 지점에서 감지된 직후 억제되었다.
2011년 8월 26일, 최종 환경 영향 보고서가 발표되었는데, 환경 보호 조치를 따른다면 파이프라인이 대부분의 자원에 "상당한 영향을 미치지 않을 것"이지만, "특정 문화 자원에 상당한 부정적인 영향을 미칠 것"이라고 밝혔다.
2011년 9월, 코넬 ILR 글로벌 노동 연구소는 키스톤 XL 보고서의 결과를 발표했는데, 이는 파이프라인이 고용, 환경, 에너지 독립, 경제 및 기타 중요한 영역에 미치는 영향을 평가한 것이다.
2011년 11월 10일, 국무부는 프로젝트가 미국의 국익에 부합하지 않는다는 우려에 대응하여 "샌드힐스 주변 대체 경로"를 조사하는 동안 최종 결정을 연기했다. 트랜스캐나다는 네브래스카에 영향을 미치는 14개의 키스톤 XL 대체 경로가 연구되고 있다고 답변했다. 여기에는 전체 샌드힐스 지역과 오갈랄라 대수층을 피하는 네브래스카의 잠재적 대체 경로 1개와 샌드힐스 또는 대수층을 가로지르는 파이프라인 길이를 줄이는 6개의 대체 경로가 포함되었다.
2012년 3월, 오바마는 쿠싱, 오클라호마에서 시작하는 남부 구간(걸프 연안 확장 또는 3단계) 건설을 지지했다. 대통령은 3월 22일 쿠싱, 오클라호마에서 연설하며 "오늘 저는 우리 정부에게 관료적 절차를 간소화하고 행정적 장애물을 극복하며 이 프로젝트를 우선순위로 삼아 진행하도록 지시하고 있습니다."라고 말했다.
2014년 1월 22일, 걸프 연안 확장(3단계)이 완공되어 쿠싱에서 포트아서 지역 정유소까지 784 킬로미터 (487 mi) 구간이 연결되었다.
2014년 1월, 미국 국무부(DoS)의 2014년 1월 "최종 보충 환경 영향 평가서"(SEIS)는 "더 넓은 시장 역학 및 북미 물류 시스템의 원유 운송 옵션 때문에 제안된 프로젝트가 건설되든 안 되든 상류 및 하류 활동이 크게 다르지 않을 것"이라고 밝혔다.
2015년 1월 9일, 네브래스카주 대법원은 공화당 주지사 데이브 헤이네만이 2013년에 승인했던 건설을 위한 길을 열어주었다.
2014년 11월 14일, 미국 하원은 252대 161표로 키스톤 XL 파이프라인 건설 승인 법안을 통과시켰다. 그러나 이 법안은 나흘 뒤 미국 상원에서 59대 41표로 부결되어 60표의 문턱을 넘지 못했다.
파이프라인 건설 승인을 위한 두 번째 법안은 2015년 1월 29일 62대 36표로 통과되었고, 2월 11일 하원에서는 270대 152표로 통과되었지만, 2월 24일 오바마 대통령은 거부권을 행사하며, 승인 결정은 행정부에게 달려있어야 한다고 말했다. 상원은 62대 37표로 3분의 2 다수결로 거부권을 뒤집지 못했다.
2015년 9월 29일, 트랜스캐나다는 파이프라인 이용권에 대한 허가를 거부하고 수용권을 행사하기 위해 자신의 토지에 대해 소송을 제기한 네브래스카 토지 소유자에 대한 소송을 취하했다.
2015년 11월 3일, 미국 국무장관 존 케리는 이 프로젝트가 공익에 부합하지 않는다고 판단했다. 케리는 이 프로젝트가 온실가스 배출을 증가시킬 것이라는 외국인들 사이의 "인식"이 있으며, 이러한 인식이 정확하든 아니든 이 결정은 기후변화 관련 협상에서 "미국의 신뢰성과 영향력을 훼손할 것"이라고 밝혔다.
2015년 11월 6일, 오바마 행정부는 경제 및 환경 문제를 이유로 키스톤 XL 파이프라인 프로젝트를 거부했다. 파이프라인 완공에 대한 재정적 약속도 기술적 요인으로 약화되었다. 프래킹 기술의 혁신으로 국내 석유 생산이 증가했으며, EIA에 따르면 외국으로부터의 석유 수요가 1985년 이후 최저치를 기록했다. 화물 차량의 휘발유 연료 전환, 연료 효율을 높이는 신기술, 유가를 낮추는 수출 제한도 한몫했다.
2016년 중반, 휴스턴의 정유소 및 터미널로 연결되는 측면 파이프라인이 완공되어 2017년에 가동되었다.

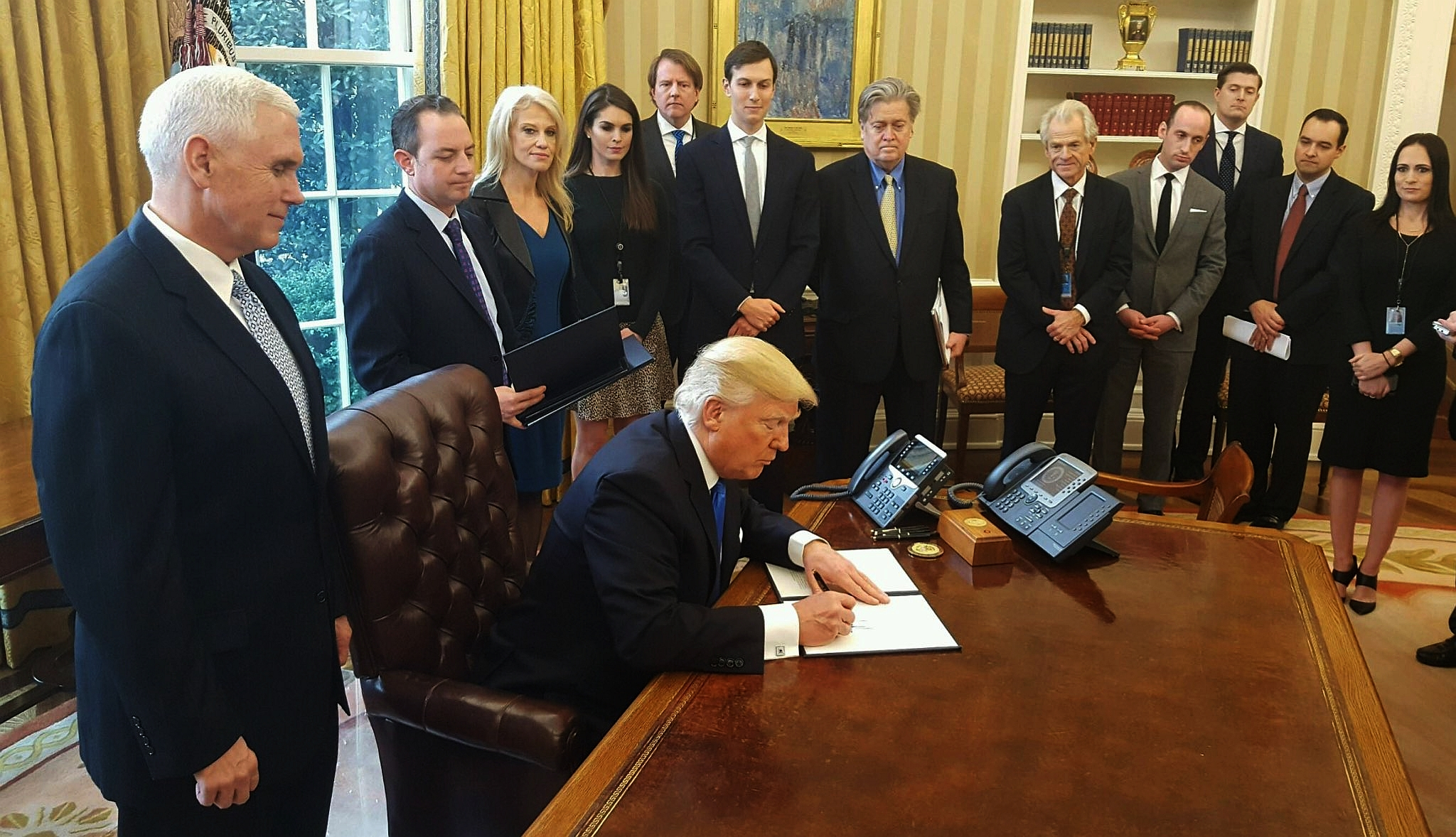
도널드 트럼프, 2017년 1월 24일 키스톤 XL 및 다코타 액세스 파이프라인 건설을 진전시키기 위한 대통령 각서에 서명

2017년 1월 24일, 취임 첫 주에 도널드 트럼프 대통령은 키스톤 XL 파이프라인을 부활시키기 위한 대통령 각서에 서명했으며, 이는 앨버타에서 걸프 연안까지 "하루 800,000 배럴 [130,000 m3] 이상의 중질 원유를 운송할 것"이라고 밝혔다.
2017년 3월 9일, 캐나다 총리 쥐스탱 트뤼도와 앨버타 주지사 레이철 노틀리가 텍사스주 휴스턴에서 열린 북미 최대 에너지 컨퍼런스인 CERAWeek에 참석했다. 그 주에 발표된 앵거스 리드 인스티튜트 여론 조사에 따르면 캐나다인 48%가 키스톤 XL 파이프라인 프로젝트 부활을 지지했다. 여론조사 기관은 앨버타주 신민주당 정부와 트뤼도 하의 연방 자유당 정부의 키스톤 파이프라인 프로젝트에 대한 지지가 캐나다인들의 프로젝트에 대한 태도에 긍정적인 영향을 미쳤다고 말했다.
2017년 3월 24일, 트럼프는 트랜스캐나다에 키스톤 XL 파이프라인 건설을 허가하는 대통령 허가에 서명했다. 국무부는 이전과 동일한 사실에 대해 새로운 결정 기록을 발행했지만, 허가 발급이 국익에 부합할 것이라고 자체적으로 번복했다.
2017년 11월, 네브래스카 공공사업위원회는 파이프라인 건설을 승인(3-2)했지만, 검토된 다른 두 경로보다 더 길고 환경 영향이 적다고 간주되는 대체 경로를 통해 승인했다. 이는 트랜스캐나다에게 "수년간의 새로운 검토와 법적 문제"를 야기할 수 있는 큰 좌절이었다. 트랜스캐나다는 네브래스카에게 이 결정을 재고해달라고 요청했다. 그들은 또한 파이프라인 및 위험 물질 안전청(PHMSA)과 협력하여 2017년 11월 21일 사우스다코타에서 발생한 유출의 구조적 원인을 파악했다.
2018년 11월, 미국 지방법원 판사 브라이언 모리스(몬태나 지방법원)는 정책 번복이 행정절차법, 미국의 국가환경정책법, 미국의 멸종위기종법을 위반했기 때문에 파이프라인 건설을 금지하고 새로운 허가를 취소했다.
2019년 2월, 모리스 지방법원 판사는 트랜스캐나다 코퍼레이션의 파이프라인 건설 근로자 캠프 건설 시작 요청을 거부했지만, 회사는 제안된 파이프라인 부지 밖이라면 파이프 저장 및 컨테이너 야드 건설을 시작할 수 있도록 허용했다.
2019년 3월, 트럼프는 이전 허가를 취소하고 직접 파이프라인에 대한 새로운 허가를 발급했다.
2019년 5월, 트랜스캐나다 코퍼레이션은 사업이 미국과 멕시코뿐만 아니라 캐나다에서도 파이프라인, 발전 및 에너지 저장 사업을 운영하고 있음을 "더 잘 반영"하기 위해 회사 이름을 TC 에너지 코퍼레이션으로 변경했다.
2019년 6월, 미국 제9순회항소법원은 법무부의 건설 금지 가처분 해제 요청을 승인했으며, 새로운 허가가 이전 몬태나 소송을 각하했음을 확인했다.
2019년 8월, 네브래스카주 대법원은 트랜스캐나다의 파이프라인 신청에 대한 네브래스카주 공공사업위원회의 승인을 확정했다.
2019년 10월, 국무부는 새로운 추가 환경 영향 평가 초안에 대한 의견을 구했다.
2020년 3월, 앨버타주 총리 재임 기간 중 앨버타주 총리 제이슨 케니는 지방 석유 및 가스 산업을 홍보하는 운동을 벌였고 탄소세를 폐지하고 에너지 전쟁 상황실(캐나다 에너지 센터)을 설립하여 홍보했다. 그는 통일보수당 정부가 키스톤 XL 프로젝트에 "지분"을 인수하고 "대출 보증"을 제공하여 "총 70억 달러 이상의 재정적 지원"을 약속했다고 발표했다.
2020년 3월 31일, CEO 러셀 걸링은 TC 에너지가 "키스톤 XL 파이프라인 건설을 진행할 것"이라고 발표했으며, 도널드 트럼프 대통령, 앨버타주 총리 제이슨 케니 및 다른 정부 관계자들에게 키스톤 XL에 대한 "지원과 옹호"에 대해 감사했다. 걸링은 코로나19 범유행 기간 동안 진행될 이 건설은 정부 및 보건 당국의 지침을 따르며 바이러스로부터 근로자, 가족 및 주변 지역 사회를 보호할 것이라고 말했다.
2020년 4월 15일, 브라이언 모리스 지방법원 판사는 원고인 북부 평원 자원 위원회가 2017년 프로젝트가 부적절하게 재승인되었다고 주장한 후 파이프라인 건설 중단을 명령했다. 북부 평원 자원 위원회 대 미국 육군 공병대 보관됨 3월 8, 2021 - 웨이백 머신, No. 19-cv-44 (D. Mont., Apr 15, 2020)</ref> 약식 판결에서 판사는 멸종위기종법이 위반되어 허가가 무효화되었다는 점에 동의했다.
2020년 5월 28일, 미국 제9순회항소법원은 지방법원 판사의 판결 유보 신청을 기각했다. 이로 인해 법무부 검찰총장 노엘 J. 프란시스코는 대법원에 유보 신청을 제기했다. 신청은 청문회가 열렸다.
2020년 7월 6일, 미국 육군 공병대 대 북부 평원 자원 위원회 사건에서 미국 연방 대법원은 모든 키스톤 XL 작업을 중단하도록 명령했다. 그러나 이 명령은 미국 내 다른 현재 또는 미래 파이프라인 건설에는 영향을 미치지 않았으며, 순회법원과 대법원이 최종 판결을 내릴 때까지 효력이 유지되었다. 이에 대해 TC 에너지는 미국 구간은 재평가될 것이지만(포기하지는 않음), 캐나다 구간은 이전과 같이 진행될 것이라고 밝혔다.
2021년 1월 20일, 미국 대통령 조 바이든은 취임 첫날 파이프라인 허가를 취소했다.
2021년 6월 9일, 키스톤 XL 프로젝트는 개발자에 의해 포기되었다. 프로젝트 취소 당시 파이프라인의 약 8%가 건설되었다.
2025년 1월 22일, 다시 대통령이 된 트럼프는 파이프라인 허가를 취소한 바이든의 행정 명령을 철회했는데, 이는 송유관 시스템의 잠재적인 건설을 재개할 수 있는 조치이다.

### 2025년 파열 및 기름 유출
2025년 4월 8일, 파이프라인이 파열된 후 노스다코타주에서 기름 유출 사고가 발생했다. 한 직원이 오전 7시 44분경 "기계적인 충격음"을 들었다고 보고했다.

## 소유권
2020년 5월 3일에 트랜스캐나다 코퍼레이션에서 TC 에너지 코퍼레이션으로 사명을 변경한 이 회사는 "선도적인 북미 에너지 인프라 회사로서 우리 사업의 범위를 더 잘 반영하기 위해", 키스톤 파이프라인 시스템의 단독 소유주이다.:5 이 파이프라인 시스템은 원래 트랜스캐나다와 코노코필립스 간의 합작 투자로 개발되었지만, 트랜스캐나다는 2009년 6월 코노코필립스의 키스톤 지분을 매입할 계획을 발표했다.
2008년 현재, 키스톤 확장 사업에 대한 물량 약정을 체결한 특정 당사자는 최대 15%의 지분을 취득할 수 있는 옵션을 가졌는데, 여기에는 발레로 에너지 코퍼레이션과 혹스헤드 스포터 사가 포함되었다.

## 경로

### 1단계 (완료)

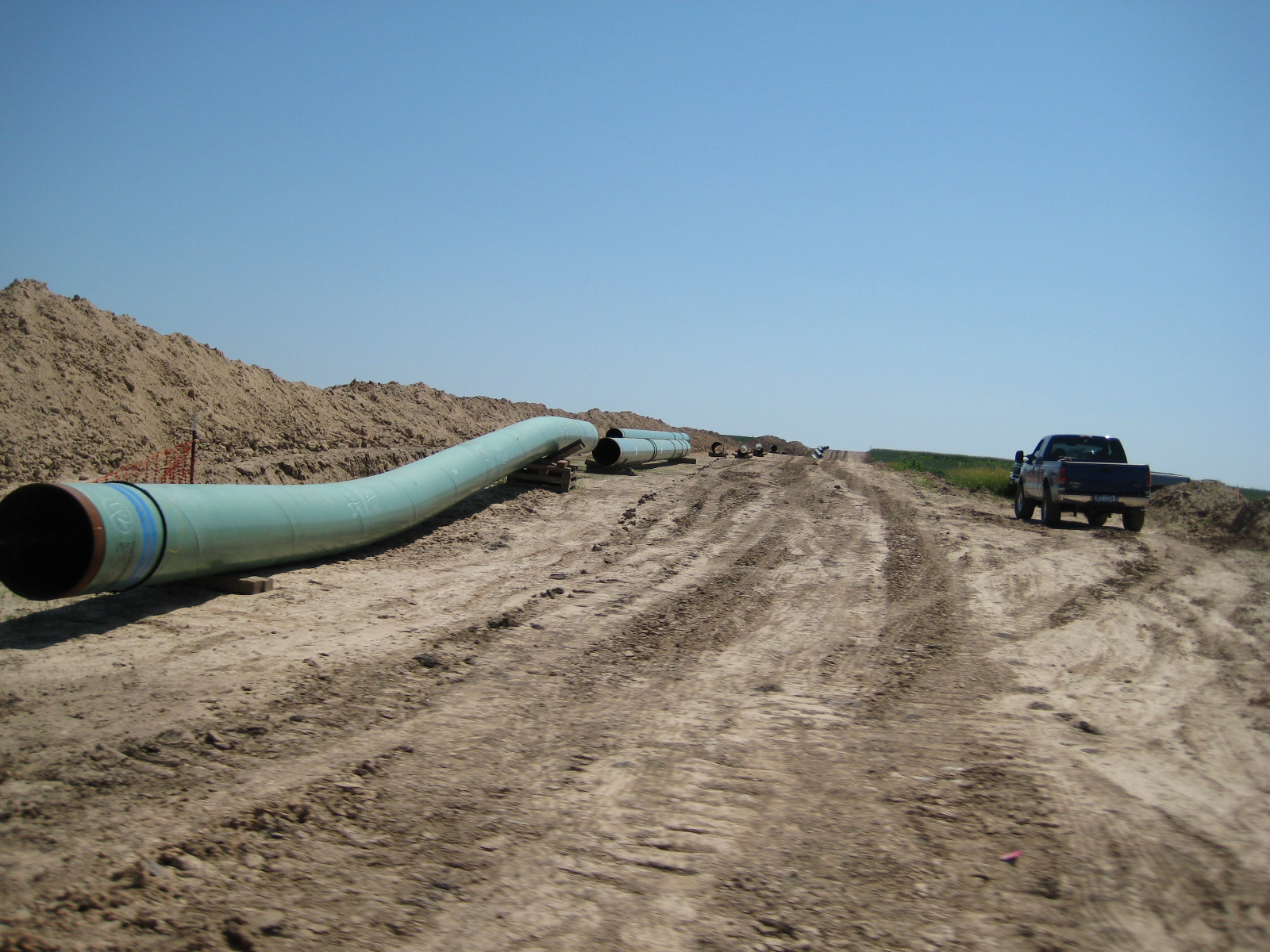
2009년 스완튼, 네브래스카 근처 키스톤 파이프라인 (1단계)

이 3,456-킬로미터-길이의 (2,147 mi) 파이프라인은 하디스티, 앨버타에서 스틸시티, 네브래스카의 분기점까지 이어져 록사나, 일리노이의 우드 리버 정유소와 패토카, 일리노이 북쪽의 패토카 오일 터미널 허브(탱크 팜)로 연결된다. 캐나다 구간은 기존 캐나다 메인라인 천연가스 파이프라인에서 전환된 약 864 킬로미터 (537 mi)의 파이프라인과 새로운 파이프라인 373 킬로미터 (232 mi), 펌프장 및 앨버타주 하디스티에 있는 터미널 시설로 구성된다.
미국 구간은 2,219 킬로미터 (1,379 mi) 길이이다. 이 구간은 캔자스의 네마하, 브라운, 도니판 카운티를 통과하고, 미주리의 뷰캐넌, 클린턴, 콜드웰, 몽고메리, 링컨, 세인트찰스 카운티를 통과한 후 매디슨 카운티, 일리노이로 진입한다. 1단계는 2010년 6월에 가동되었다.

### 2단계 (완료)
키스톤-쿠싱 파이프라인 단계는 스틸시티, 네브래스카의 키스톤 파이프라인(1단계)을 쿠싱, 오클라호마의 오일 허브 및 탱크 팜까지 남쪽으로 캔자스주를 관통하는 468 킬로미터 (291 mi) 길이이다. 이 구간은 2010년에 건설되어 2011년 2월에 가동되었다.

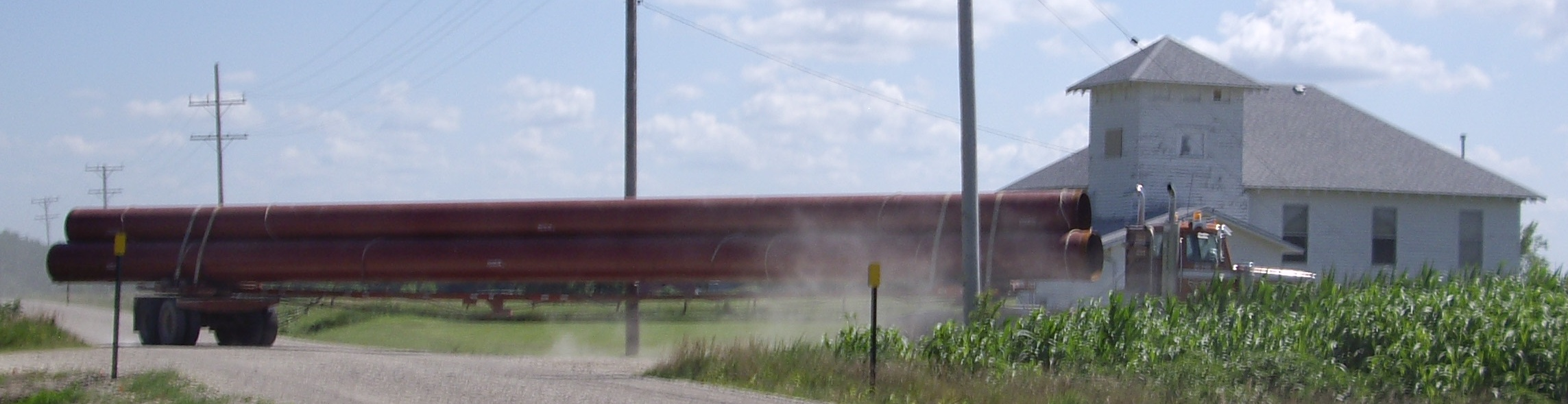
피바디, 캔자스주 남동쪽 키스톤-쿠싱 파이프라인(2단계) 건설을 위해 파이프 운송 트럭 (2010년)

### 3a단계 (완료)
쿠싱 마켓링크 파이프라인 단계는 쿠싱, 오클라호마에서 시작하여 미국산 원유가 파이프라인에 추가되고, 남쪽으로 435 마일 (700 km)를 달려 네덜란드, 텍사스주의 터미널 근처 배송 지점까지 이어져 포트아서 지역의 정유소에 공급된다. 키스톤은 2014년 1월부터 이 구간을 통해 석유를 펌핑하기 시작했다. 쿠싱의 대규모 유류 탱크 팜 및 유통 센터에서 과잉 생산된 석유를 배포할 수 있도록 미국 석유 생산자들은 이 단계 건설을 추진했다.

### 3b단계 (완료)
휴스턴 측면 파이프라인 단계는 리버티 카운티, 텍사스의 파이프라인에서 휴스턴 지역의 정유소 및 터미널로 원유를 운송하는 47-마일 (76 km) 파이프라인이다. 이 단계는 2013년부터 2016년까지 건설되었고 2017년에 가동되었다.

### 4단계 (취소)
제안된 키스톤 XL 파이프라인은 1단계 파이프라인과 같은 캐나다 앨버타의 동일한 지역에서 시작될 것이다. 캐나다 구간은 526 킬로미터 (327 mi)의 새로운 파이프라인으로 구성될 것이다. 이 파이프라인은 모건, 몬태나주에서 미국으로 진입하여 베이커, 몬태나를 통과하여 미국산 석유가 파이프라인에 추가될 것이다; 그런 다음 사우스다코타와 네브래스카를 거쳐 스틸시티, 네브래스카에서 기존 키스톤 파이프라인에 합류할 것이다. 이 단계는 네브래스카의 샌드힐스를 통과하는 경로 때문에 가장 큰 논란을 일으켰다.
2015년, 버락 오바마 대통령이 이 프로젝트를 차단하면서 TC 에너지는 북미자유무역협정에 따라 150억 달러 규모의 소송을 제기했다.
2017년 1월 24일, 도널드 트럼프 대통령은 파이프라인 완공을 허가하기 위한 조치를 취했으며, 이에 따라 TC 에너지는 NAFTA 제11장 조치를 중단했다.
2018년 1월 18일, 트랜스캐나다는 20년 동안 일일 500,000 배럴 (79,000 m3)를 운송하기 위한 약정을 확보했다고 발표했다.
2021년 1월 20일, 조 바이든 대통령은 취임 첫날 파이프라인 허가를 취소했다. 2021년 6월 9일, TC 에너지는 이 프로젝트를 포기했다.

## 문제

### 정치적 문제

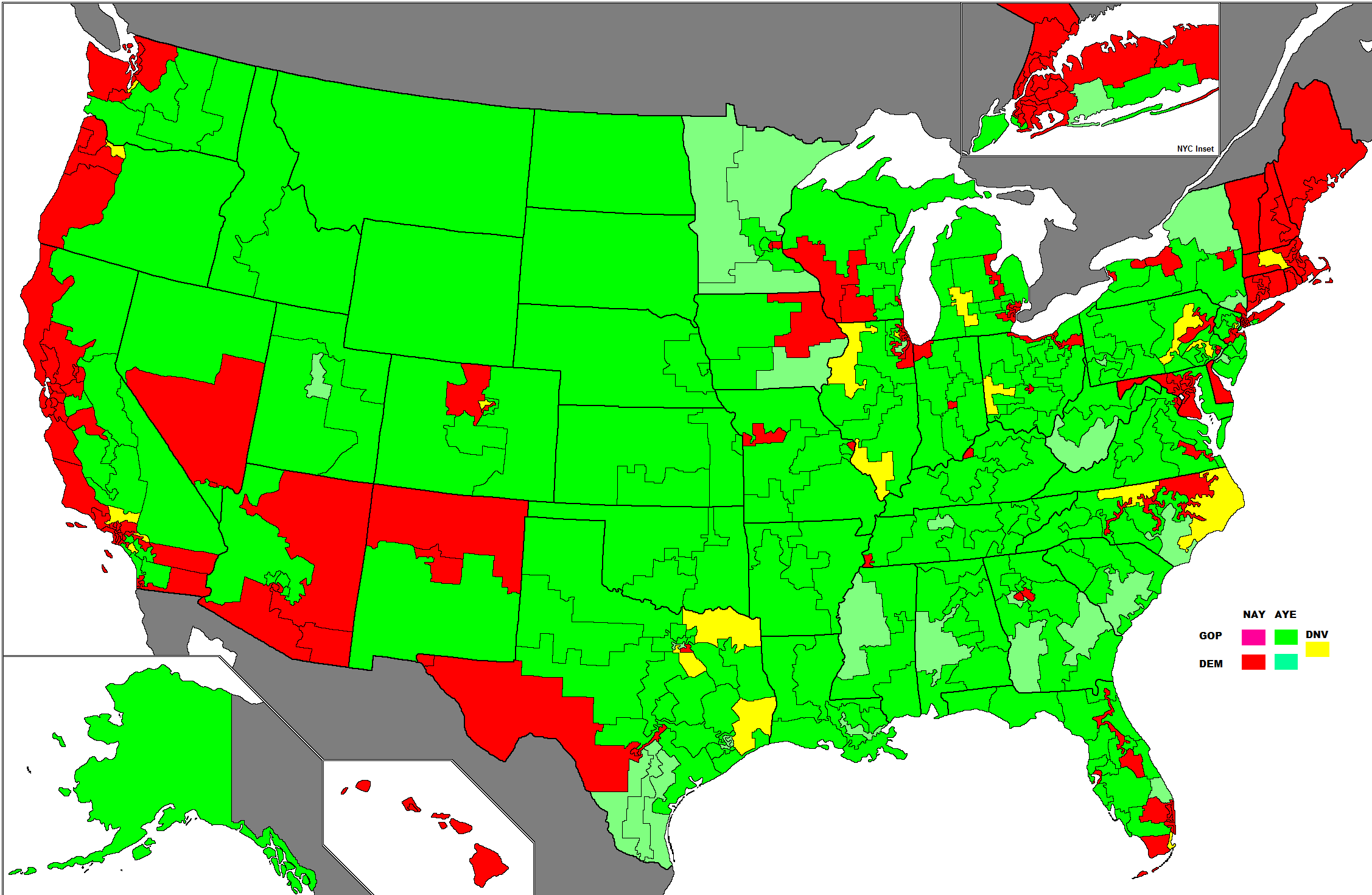
2014년 11월 14일 키스톤 파이프라인에 대한 미국 하원 투표 결과를 보여주는 지도: "반대" 투표는 빨간색으로, "찬성" 투표는 녹색으로 표시. 지도는 인구가 아닌 지리적 영역만 나타낸다.

2011년 2월 10일 로이터 기사에 따르면 코크 산업은 키스톤 XL 파이프라인이 승인될 경우 수익을 상당히 증가시킬 수 있는 위치에 있었다. 2011년까지 코크 산업은 미국으로 수입되는 전체 원유의 25%를 정제했다. 이 기사에 대한 응답으로 하원의원 헨리 왁스먼과 바비 러쉬는 에너지 및 상거래위원회에 코크 산업의 파이프라인 관련 문서를 요청하도록 촉구하는 서한을 제출했다.
이 파이프라인은 2014년 미국 중간선거에서 주요 이슈였으며, 그 해 공화당이 미국 상원을 장악한 후 이 프로젝트는 부활했다. 이듬해인 2015년 11월 6일 파이프라인 거부를 발표하는 연설에서 오바마 대통령은 키스톤 XL이 상징적인 중요성을 띠게 되었는데, "몇 년 동안 키스톤 파이프라인은 솔직히 제가 과장되었다고 생각하는 우리 정치 담론에서 과장된 역할을 차지했습니다. 이는 진지한 정책 문제보다는 양당의 선거 캠페인 도구로 너무 자주 사용되는 상징이 되었습니다."라고 말했다. 그는 "이 프로젝트를 승인하는 것은 [미국의] 기후 변화에 대한 세계적 리더십을 훼손할 것"이라고 계속해서 말했다.
2012년 1월, 버니 샌더스 상원의원(버몬트주 무소속)과 스티브 코헨 하원의원(테네시주 민주당)은 환경 검토 과정에 대한 새로운 보고서를 요청했다.
2015년 9월, 대선 후보 힐러리 클린턴은 기후변화에 대한 우려를 들며 키스톤 XL에 대한 반대 입장을 공개적으로 밝혔다. 그 선거에서 도널드 트럼프가 승리한 후, 그는 2017년 1월 24일 키스톤 XL 및 다코타 액세스 파이프라인 부활을 발표하는 대통령 각서를 발표했다. 이 명령은 트럼프가 "믿을 수 없을 정도로 번거롭고 길고 끔찍한 허가 절차"라고 묘사한 환경 검토를 신속하게 처리할 것이다.

### 원주민 토지 및 사람들
많은 미국과 캐나다 원주민 단체들은 신성한 장소에 대한 잠재적인 피해, 오염, 수질 오염 등으로 인해 키스톤 XL 프로젝트에 반대해왔다. 이는 지역 사회에서 건강 위험을 초래할 수 있다.
2011년 9월 19일, 미국과 캐나다의 여러 원주민 부족 지도자들이 백악관 밖에서 키스톤 XL 시위에 참여하다 체포되었다. 라코타족 활동가 데브라 화이트 플룸에 따르면, 원주민들은 "그들의 조약 토지 전역에 파괴될 고대 및 역사적 문화 자원이 수천 개 있다"고 말했다. 트랜스캐나다의 사우스다코타 공공사업위원회에 제출한 파이프라인 허가 신청서에는 프로젝트의 영향으로 "선사 시대 또는 역사적 고고학 유적지, 지구, 건물, 구조물, 물체 및 원주민과 다른 그룹에 대한 전통적인 문화적 가치를 지닌 장소"의 잠재적 물리적 교란, 철거 또는 제거가 포함된다고 명시되어 있다.
원주민 공동체는 키스톤 파이프라인 확장이 초래할 건강 위험에 대해서도 우려하고 있다. 오일샌드 추출을 통해 오염될 위험이 있는 지역에서 잡은 물고기와 처리되지 않은 지표수는 많은 원주민들의 식단에 중심을 이룬다. 인디언 부족과 협력해온 환경 운동가 얼 해틀리는 원주민들에게 미치는 환경 및 공중 보건 영향에 대해 우려를 표명했다.
트랜스캐나다는 이러한 갈등 중 일부에 대처하기 위해 원주민 관계 정책을 개발했다. 2004년 트랜스캐나다는 토론토 대학교에 "원주민 인구 건강에 대한 교육 및 연구 증진"을 위해 주요 기부금을 기부했다. 또 다른 제안된 해결책은 트랜스캐나다의 원주민 인적 자원 전략으로, 원주민 고용을 촉진하고 "원주민 기업이 새로운 시설 건설 및 기존 시설 지속적인 유지 보수에 참여할 기회"를 제공하기 위해 개발되었다. 트랜스캐나다의 노력에도 불구하고 많은 원주민 국가들은 키스톤 파이프라인에 반대한다.
신디 S. 우즈의, "위대한 수족 국가 대 '검은 뱀': 아메리카 원주민 권리와 키스톤 XL 파이프라인." 이 기사에서 우즈는 파이프라인을 수족 국가에 중대한 위협을 가하는 검은 뱀으로 언급한다. 검은 뱀은 교활하고 위험하며 사악한 것을 의미하며, 이는 수족 국가가 키스톤 파이프라인을 보는 방식이다. 에스테스의 기사와 관련하여, 원주민들은 키스톤 파이프라인이 비슷한 종류의 파괴로 이어질 수 있다고 우려한다.
댈러스 골드투스의 기사, "키스톤 XL은 우리의 원주민 토지를 파괴할 것이다. 이것이 우리가 싸우는 이유이다."는 오세티 사코윈 부족과의 관계를 더 자세히 설명하며 키스톤 파이프라인에 저항할 때 환경을 "어머니 지구"라고 언급한다. 이 기사에서 그는 파이프라인을 통해 필연적으로 발생할 수 있는 위험에 대해 이야기한다. 그는 "키스톤 XL 파이프라인 및 다른 타르 샌드 인프라에 대한 우리의 저항은 원주민으로서 우리의 고유한 자결권에 기반한다. 원래의 관리자로서 우리는 이 땅이 다음 세대에 이용 가능하도록 만드는 데 무엇이 필요한지 알고 있다. 이 파이프라인은 유출될 가능성이 높으며, 그렇게 되면 물을 오염시킬 수 있다. 이는 더 큰 타르 샌드 개발을 장려할 가능성이 있으며, 이는 결국 탄소 배출량을 증가시킬 것이다."

### 수용권
트랜스캐나다가 자신의 토지에 대한 파이프라인 이용권에 대한 허가를 거부한 네브래스카 토지 소유자들에 대해, 트랜스캐나다는 그러한 사용에 대해 수용권을 행사하려 했다. 파이프라인 경로에 있는 토지 소유자들은 "논란의 여지가 있는 프로젝트가 아직 연방 승인을 받지 않았음에도 불구하고 자신의 토지에 파이프라인을 설치할 수 있도록 허가하라는 소송"을 트랜스캐나다가 제기한 것에 대해 불만을 제기했다. 2011년 10월 17일 현재, 트랜스캐나다는 "텍사스 토지 소유자에 대한 34건의 수용권 소송"과 "사우스다코타에 대한 22건의 소송"을 제기했다. 이 토지 소유자들 중 일부는 2011년 5월 하원 에너지 및 상거래 위원회 청문회에서 증언했다. 새뮤얼 에이버리는 그의 책 '파이프라인과 패러다임'에서 텍사스의 토지 소유자 데이비드 대니얼을 인용하며, 그는 트랜스캐나다가 공공 사업체가 아닌 사기업이라고 주장하며 불법적으로 수용권을 통해 그의 토지를 압류했다고 주장한다. 2012년 10월 4일, 78세의 텍사스 토지 소유자 엘레노어 페어차일드가 달라스 동쪽으로 약 100 마일 (160 km) 떨어진 윈스보로에 있는 페어차일드 농장에서 파이프라인 건설 장비 앞에 서 있었다고 비난받은 후 형사 무단침입 및 기타 혐의로 체포되었다. 페어차일드는 1983년부터 토지를 소유하고 있으며 트랜스캐나다와 어떤 계약도 체결하기를 거부했다. 그녀의 토지는 수용권에 의해 압류되었다.
2015년 9월 29일, 트랜스캐나다(나중에 TC 에너지)는 소송을 취하하고 선출된 5인으로 구성된 네브래스카주 공공사업위원회의 권위를 인정했는데, 이 위원회는 가스와 석유 파이프라인을 승인할 수 있는 주 헌법적 권한을 가지고 있다.

### 이해 상충
2011년 10월, 뉴욕 타임즈는 휴스턴에 본사를 둔 환경 계약업체인 카드노 엔트릭스가 실시한 파이프라인의 환경 분석의 공정성에 의문을 제기했다. 이 연구는 파이프라인이 환경에 제한적인 부정적 영향을 미칠 것이라고 결론지었지만, "이전에 트랜스캐나다와 프로젝트에서 협력했으며 마케팅 자료에서 이 파이프라인 회사를 '주요 고객'으로 묘사하는" 회사가 작성했다. 그러나 국무부 감사관실은 잠재적 이해 상충에 대한 조사를 실시했으며, 2012년 2월 보고서에서는 계약업체 선정 또는 환경 영향 평가서 작성에 이해 상충이 없었다고 밝혔다.
뉴욕 타임즈에 따르면, 법률 전문가들은 미국 정부가 "주요 프로젝트의 공정한 환경 분석을 보장하기 위한" 연방 미국의 국가환경정책법의 "의도를 위반하고 있는지"에 대해 의문을 제기했다. 이 보고서로 인해 14명의 상원의원 및 하원의원은 2011년 10월 26일 국무부 감사관에게 환경 영향 검토 과정에 이해 상충이 있었는지 "조사해달라"고 요청했다. 2014년 8월, 파이프라인이 국무부 연구에서 제시된 것보다 최대 4배 더 많은 지구 온난화 오염을 유발할 수 있다는 연구 결과가 발표되었다. 이 보고서는 파이프라인으로 인해 석유 가격이 하락하여 소비량이 증가할 것을 고려하지 않았기 때문에 불일치가 발생했다고 비난했다.
2012년 5월 4일, 미국 국무부는 환경 보호국이 이전 버전의 연구(계약업체 카드노 엔트릭스 작성)가 매우 부적절하다고 판단한 후, 환경 자원 관리(ERM)를 선정하여 보충 환경 영향 평가서 초안을 작성했다. 프로젝트 반대자들은 연구 발표에 대해 "매우 결함이 있는 분석"이라고 비판했다. 잡지 마더 존스의 조사 결과, 국무부가 연구 저자의 약력을 수정하여 트랜스캐나다 및 프로젝트에 경제적 이익이 있는 다른 석유 회사에 대한 이전 계약 업무를 숨겼음이 밝혀졌다. 국무부 웹사이트에 공개된 문서를 분석한 결과, 한 비평가는 "환경 자원 관리는 트랜스캐나다와 계약 하에 알려지지 않은 금액을 받고 성명서를 작성했다"고 주장했다.

### 외교적 문제
논평가 빌 맨은 키스톤 연기를 미시간 상원의 제안된 고디 하우 국제교량에 대한 캐나다 자금 지원 거부와 "캐나다의 우려에 대해 거의 관심을 보이지 않는 미국 정부의 행동(및 비활동)"의 다른 최근 사례와 연결했다. 맨은 맥클린 기사의 부제인 "우리는 친구였다"에 주목했는데, 이는 오바마 대통령이 파이프라인 문제로 "캐나다를 (또다시) 모욕했다"는 내용이다.
캐나다 도어 대사는 오바마의 "선택은 그가 승인한 파이프라인을 통해 내려오거나, 그의 승인 없이 기차로 내려오는 것"이라고 언급했다.
휘슬러, 브리티시컬럼비아에서 열린 2014년 북서 태평양 경제 지역 정상 회담에서 캐나다 주미 대사 게리 도어는 환경적, 경제적, 안전적, 과학적 증거가 키스톤 XL 건설 작업이 진행되지 않아야 함을 입증하지 못한다고 밝혔다. 도어는 모든 증거가 논란이 되는 파이프라인에 대해 미국 정부의 유리한 결정을 지지한다고 말했다.
대조적으로, 로즈버드 수족 국가 총장 시릴 스콧은 2014년 11월 14일 미국 하원에서 키스톤 XL 파이프라인에 찬성하는 투표는 "선전포고"라고 말하며 다음과 같이 선언했다.
우리는 정부 간 협력의 부재에 분노한다. 우리는 주권 국가이지만, 그렇게 대우받지 못하고 있다. 우리는 키스톤 XL에 대해 보호구역 국경을 폐쇄할 것이다. 키스톤 XL 승인은 우리 국민에 대한 전쟁 행위이다.

### 지정학적 문제

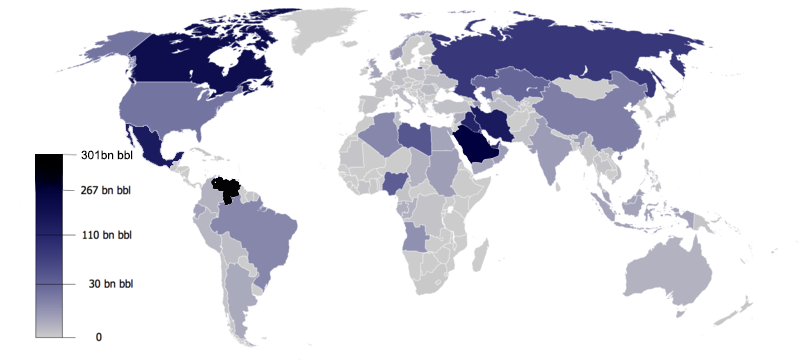
2013년 OPEC에 따른 세계 석유 매장량 지도

키스톤 XL 파이프라인 지지자들은 이 파이프라인이 미국이 에너지 안보를 강화하고 외국 석유 의존도를 줄일 수 있도록 할 것이라고 주장한다. 트랜스캐나다 CEO 러셀 걸링은 "미국은 하루 1천만 배럴의 수입 석유가 필요하다"고 주장하며, 제안된 파이프라인에 대한 논쟁은 "석유 대 대체 에너지에 대한 논쟁이 아니다. 이것은 캐나다에서 석유를 얻고 싶은지 아니면 베네수엘라나 나이지리아에서 얻고 싶은지에 대한 논쟁이다." 그러나 코넬 ILR 글로벌 노동 연구소가 실시한 독립 연구는 "KXL을 통해 흘러나올 석유의 상당 부분이 최종적으로 미국 영토 밖에서 소비될 가능성이 높다"는 일부 연구(예: 펨비나 연구소의 다니엘 드로이츠의 2011년 연구)를 언급한다. 또한 이 프로젝트는 중서부 정유소에서 걸프 연안 및 수출 시장으로 오일샌드 오일을 전환함으로써 미국 중서부의 중질 원유 가격을 상승시킬 것이라고 밝힌다.
미국 걸프 연안은 매우 무거운 원유를 처리하도록 설계된 정유소가 밀집되어 있다. 현재 정유소들은 베네수엘라의 무거운 원유, 특히 베네수엘라 자체의 거대한 오리노코 오일샌드에서 나오는 원유에 의존하고 있다. 미국은 베네수엘라에서 수출하는 원유의 최대 구매국이다. 미국과 베네수엘라 간의 대규모 무역 관계는 양국 간의 정치적 긴장에도 불구하고 지속되었다. 그러나 베네수엘라 전체 수출량이 감소하고 베네수엘라가 미국 구매에 대한 의존도를 줄이려 함에 따라 2007년부터 2014년까지 베네수엘라에서 미국으로 수입되는 석유량이 절반으로 감소했다. 키스톤 파이프라인은 베네수엘라에서 수입되는 중질유를 더 안정적인 캐나다 중질유로 대체하는 방법으로 여겨진다.
트랜스캐나다의 걸링은 또한 캐나다 석유가 환경 친화적인 지하 파이프라인을 통해 걸프 연안에 도달하지 않으면, 대안은 더 많은 온실 가스를 배출하고 환경에 더 큰 위험을 초래하는 운송 수단인 유조선으로 운송될 것이라고 주장했다. 다이앤 프랜시스는 오일샌드 반대의 상당 부분이 나이지리아, 베네수엘라, 사우디아라비아와 같은 외국에서 온다고 주장했는데, 이들 모두 미국에 석유를 공급하고 있으며 새로운 파이프라인에서 석유가 공급되어 유가가 하락할 경우 영향을 받을 수 있다. 그녀는 예를 들어 사우디아라비아 정부를 비판하는 텔레비전 광고를 중단하려는 사우디아라비아의 노력을 들었다. 트랜스캐나다는 원유가 미국으로 수출되든 또는 엔브리지 노던 게이트웨이 파이프라인 또는 킨더 모건의 트랜스-마운틴 라인을 통해 아시아 시장으로 대체 수출되든 오일샌드 개발은 확장될 것이라고 말했다.

### 경제적 문제

#### 임시 건설 일자리
KXL 파이프라인의 2년 건설 기간 동안 창출된 임시 일자리 수는 지지자들은 최대 2만 개, 독립 단체들은 최소 2천 개로 추산한다. 2011년, 트랜스캐나다 사장 겸 CEO 러셀 걸링은 그들이 의뢰한 보고서에 따르면 "미국 노동자 2만 명을 고용하고 미국 경제를 활성화하는 데 70억 달러를 지출하는" 프로젝트의 긍정적 영향을 강조했다. 이러한 숫자는 코넬 ILR 글로벌 노동 연구소가 실시한 독립 연구에 의해 반박되었는데, 이 연구는 키스톤 XL이 2,500~4,650개의 임시 건설 일자리를 창출할 것이지만, 이는 중서부의 높은 유가로 인해 국가 고용이 감소할 것으로 예상되어 영향이 줄어들 것이라고 밝혔다.
2012년, 미국 국무부는 이 파이프라인이 2년 건설 기간 동안 미국에서 약 5,000~6,000개의 임시 일자리를 창출하고, 북동부 지역의 휘발유 가용성을 높이며, 걸프만 정유 산업을 확장할 것으로 추산했다. 미국 국무부의 2013년 3월에 발표된 예비 보충 환경 영향 평가서(Preliminary Supplemental Environmental Impact Statement)는 건설 기간 동안 3,900개의 직접 일자리와 42,000개의 직접 및 간접 일자리를 추산했다. 2013년 7월, 오바마는 "가장 현실적인 추정치는 이 파이프라인 건설 기간 동안 1년 또는 2년이 걸릴 수 있는 일자리 약 2,000개를 창출할 수 있으며, 그 후에는 1억 5천만 명의 근로 인구 경제에서 50~100개의 일자리에 대해 이야기하고 있습니다."라고 말했다. 건설 기간 동안 2,000개라는 추정치는 심한 공격을 받았지만, 장기적인 영구 일자리 추정치는 그렇게 많은 비판을 받지 않았다. 최종 보충 환경 영향 평가서(SEIS)에 따르면, 파이프라인은 35개의 영구 일자리만 창출할 것이다.

#### 석유 산업 및 소비자에게 미치는 영향
2010년, 아디라 에너지의 석유 엔지니어 글렌 페리는 트랜스캐나다의 경쟁사인 엔브리지 소유의 앨버타 클리퍼 파이프라인을 포함하여 캐나다에서 오는 송유관의 과잉 생산 능력이 상당하다고 경고했다. 키스톤 XL 라인 완공 후 캐나다에서 미국으로 향하는 송유관은 거의 절반만 채워 운행될 수 있다. 예상되는 물량 부족과 상당한 건설 비용 초과로 인해 여러 정유 회사들이 트랜스캐나다를 고소하게 되었다. 선코어 에너지는 상당한 건설 관련 통행료를 회수하기를 희망했지만, 미국 미국 연방에너지규제위원회는 그들에게 유리하게 판결하지 않았다. 글로브 앤드 메일에 따르면:
정유 회사들은 건설 초과 비용으로 인해 키스톤 캐나다 구간 운송 비용이 145% 상승했고 미국 구간은 예산보다 92% 초과했다고 주장합니다. 그들은 트랜스캐나다가 2007년 여름 운송 계약을 체결할 때 오도했다고 비난합니다. 트랜스캐나다는 2007년 10월 건설 예상 비용을 28억 달러(미국)에서 52억 달러로 거의 두 배 늘렸습니다.
2013년, 미국 민주당은 키스톤 XL이 국내 소비용 석유 제품을 제공하지 않고 단지 앨버타 오일샌드 제품을 걸프 만의 미국 해안 항구로 운송하여 중국 및 기타 국가로 수출하는 것을 용이하게 할 것이라고 우려했다. 2015년 1월, 상원 공화당 의원들은 에드워드 J. 마키 상원의원이 제안한 수정안에 대한 투표를 막았는데, 이는 키스톤 XL 파이프라인에서 수출을 금지하고 파이프라인이 미국산 철강으로 건설되어야 한다는 것이었다.

#### 세수 영향
캔자스 주가 2011년 트랜스캐나다에 면제를 부여했기 때문에 지역 당국은 10년 동안 재산세에서 5천만 달러의 공공 수입을 잃게 될 것이다.
2013년, 남쪽으로 미국을 통과하는 파이프라인(멕시코 만 경유), 엔브리지 노던 게이트웨이 파이프라인(키티맷, 브리티시컬럼비아 경유), 밴쿠버까지 기존 트랜스마운틴 라인 확장에 대한 승인이 지연되자 앨버타는 "주가 해안으로 석유를 운송하여 해외 시장으로 수출할 수 있도록 돕는" 두 개의 북부 프로젝트 탐사를 강화했다. 2012년 5월까지 캐나다 총리 스티븐 하퍼는 키스톤 XL 홍보에 900만 달러를 지출했고 2013년 5월까지는 1650만 달러를 지출했다. 캐나다산 원유가 "해안으로 진입"(예: 키스톤 XL을 통해 미국 걸프 만 항구로 남쪽, 제안된 노던 게이트웨이 라인을 통해 키티맷 항구로 서쪽, 또는 보퍼트해의 투크토야크툭 마을을 통해 북쪽)함으로써 LLS 또는 마야산 원유와 같은 국제 가격을 접근할 때까지, 앨버타 주 정부는 오일샌드의 주요 제품인 웨스턴 캐나다 셀렉트(WCS)가 해안 근처에 있는 유사한 제품인 마야산 원유가 최고 가격을 기록하는 동안 서부 텍사스 중질유(WTI)에 비해 심하게 할인되어 세금 및 로열티 수익에서 40억~300억 달러의 손실을 보고 있다. 2013년 4월, 캘거리 기반의 캐나다 웨스트 재단은 앨버타가 "우리가 이동할 수 없는 석유 통을 갖게 될 2016년경에 [파이프라인 용량] 벽에 부딪히고 있다"고 경고했다.
파이프라인 반대자들은 건설 중 농장과 목장의 혼란을 경고하며, 미시간에서 엔브리지 원유 파이프라인 건설 중 발생한 수도관 및 하수관 손상을 지적한다. 코넬대학교 글로벌 노동 연구소의 보고서는 미시간주 2010년 칼라마주강을 따라 발생한 2010년 엔브리지 타르 오일 유출 사고에 대해 다음과 같이 언급했다. "칼라마주 주민과 기업의 경험은 타르샌드 파이프라인 유출이 지역 사회에 미칠 수 있는 몇 가지 영향을 보여준다. 파이프라인 유출은 단순히 환경 문제가 아니다. 파이프라인 유출은 상당한 경제적 및 고용 비용을 초래할 수 있지만, 법적으로 파이프라인 유출의 사회적, 건강적 및 경제적 영향을 체계적으로 추적하도록 요구되지 않는다. 키스톤 XL 및 다른 타르샌드 및 전통 원유 파이프라인의 누출 및 유출은 기존 일자리를 위험에 빠뜨릴 수 있다."

### 안전
USA 투데이 사설은 2013년 퀘벡주 라크 메간틱 열차 탈선 사고에서 원유를 실은 철도 차량이 폭발하여 47명이 사망한 사건이 트럭 또는 철도 운송에 비해 파이프라인의 안전성을 부각시킨다고 지적했다. 라크 메간틱 철도 차량의 석유는 노스다코타의 바켄 지층에서 온 것으로, 이는 키스톤 확장에 의해 서비스될 지역이다. 노스다코타에서 석유 생산이 증가하면서 2010년 이후 파이프라인 용량을 초과하여 트럭이나 철도로 정유소로 운송되는 원유량이 증가했다. 캐나다 언론인 다이애나 퍼치갓-로스는 다음과 같이 논평했다. "이 석유 운송이 철도 대신 파이프라인을 통해 이루어졌다면 라크 메간틱의 가족들은 오늘 사랑하는 사람들을 애도하지 않았을 것이며, 석유는 라크 메간틱과 쇼디에르강을 오염시키지 않았을 것이다." 2014년 3월 월스트리트 저널 기사는 노스다코타 바켄 셰일 지역의 석유 생산자들이 철도와 트럭을 사용하여 석유를 운송하는 주된 이유가 파이프라인 용량이 아닌 경제성이라고 지적했다. 바켄산 석유는 캐나다 샌드 오일보다 품질이 높고 동부 해안 정유소에 더 높은 가격으로 판매될 수 있으며 이는 걸프 정유소로 보내면 얻지 못할 프리미엄이다.
파이프라인의 일부는 2002년에 4.3 규모의 지진이 발생했던 활성 지진대를 통과할 것이다. 반대자들은 트랜스캐나다가 미국 정부에 정상보다 얇은 강철을 사용하고 더 높은 압력으로 펌핑할 수 있도록 신청했다고 주장한다.
트랜스캐나다 CEO 러셀 걸링은 키스톤 파이프라인을 "일상적인" 것으로 묘사하며, 트랜스캐나다가 북미에서 반세기 동안 유사한 파이프라인을 건설해왔으며 2011년 미국에는 200,000 마일 (320,000 km)의 유사한 송유관이 있었다고 지적했다. 그는 또한 키스톤 파이프라인은 미국 규제 기관이 요구하는 표준 요건보다 57가지 개선 사항을 포함하도록 계획되어 "지금까지 건설된 파이프라인 중 가장 안전한 파이프라인"이라고 말했다. 하원 에너지 및 상거래위원회 위원인 에드 휘트필드 의원은 "이것은 지금까지 제안된 파이프라인 중 가장 기술적으로 진보되고 안전한 파이프라인"이라고 동의했다. 그러나 트랜스캐나다는 57가지 조건 집합이 키스톤 XL의 안전한 운영을 보장할 것이라고 주장했지만, 천연자원보호협회의 앤서니 스위프트는 이 조건들 중 몇 가지를 제외하고는 현재 최소 기준을 단순히 재확인하는 것일 뿐이라고 주장했다.
트랜스캐나다는 잠재적인 환경 문제에 대해 100% 책임질 것이라고 주장한다. 그들의 웹사이트에 따르면, "이것은 좋은 회사로서, 그리고 법률에 따라 우리의 책임입니다. 키스톤 XL 파이프라인에서 어떤 일이 발생하더라도 신속한 대응이 핵심입니다. 그래서 우리의 비상 대응 계획은 주 및 연방 기관의 승인을 받았으며, 우리는 정기적으로 연습하고 있습니다. 우리는 정기적으로 비상 훈련을 실시하고, 2주마다 항공 조사를 실시합니다. 우리는 고도로 훈련된 대응 팀이 준비되어 있습니다."

### 앨버타 오일샌드

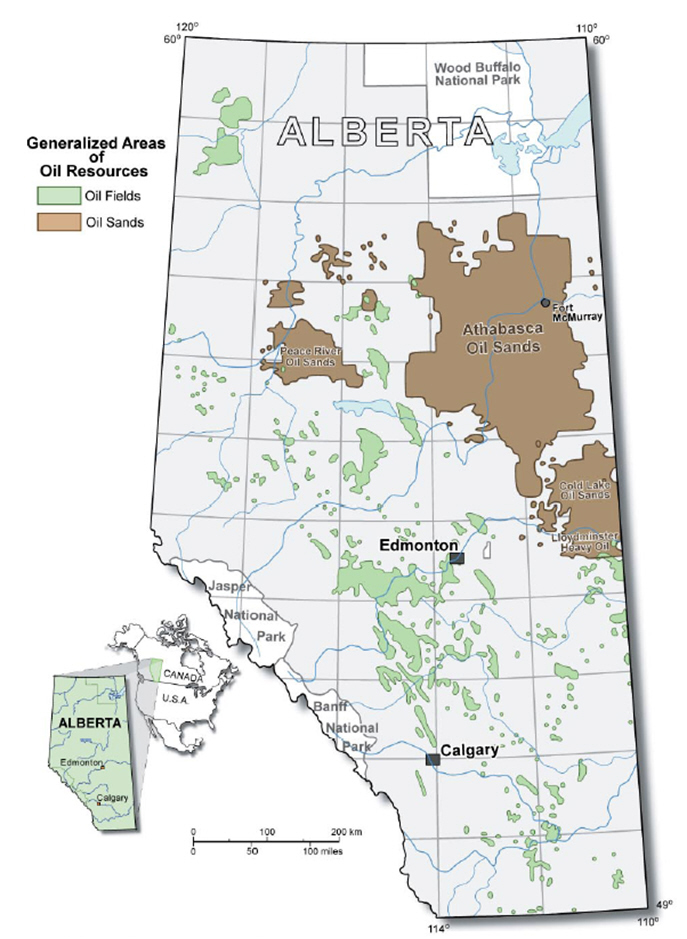
캐나다 앨버타에 있는 아사바스카 오일샌드는 블랙탑의 거대한 원천으로, 이를 합성 원유로 업그레이드할 수 있다.

키스톤 XL은 앨버타의 오일샌드에서 추출된 원유를 운송하기 위해 제안되었으며, 이는 전통적인 석유와 달리 지하 유전에서 추출되는 것이 아니라 "블랙탑"이라고 불리는 끈적한 화석 연료 형태로 존재한다. 점토, 모래, 암석의 혼합물로 "하키 퍽"처럼 단단할 수 있다. 이 블랙탑을 접근하기 위해 앨버타의 북부 숲은 거대한 노천광산으로 잘려나간다.
다양한 환경 단체, 시민, 정치인들이 키스톤 XL 프로젝트의 잠재적인 부정적인 영향에 대해 우려를 제기했다.
주요 문제는 파이프라인을 따라 발생하는 유출 위험이다. 이 파이프라인은 매우 민감한 지형을 통과하며, 기존 석유 추출에 비해 오일샌드 추출로 인한 온실가스 배출량이 17% 더 높다. 이는 중요한 수자원을 오염시키고 철새 및 기타 야생 동물에게 해를 끼칠 수 있다.

### 누출 및 유출
2010년 이후 키스톤 파이프라인은 23건의 누출 사고로 100만 갤런 이상의 원유를 유출했다.
2016년, 원래 키스톤 파이프 네트워크에서 약 400 배럴 (64 m3)가 누출되었는데, 이는 연방 조사관에 따르면 "용접 이상"으로 인해 발생했다.
2017년 11월 17일, 파이프라인은 애머스트, 사우스다코타 근처 농지에 약 9,600 배럴 (1,530 m3)를 유출했다. 이 유출은 키스톤 파이프라인에서 사우스다코타주에서 발생한 가장 큰 유출 사고이다. 유출은 몇 분 동안 지속되었으며, 처음에는 수자원이나 야생 동물에 대한 피해 보고가 없었다. 유출은 수족족 영토에서 발생하지는 않았지만, 물에 사용되는 대수층을 잠재적으로 오염시킬 수 있을 만큼 근접한 지역에서 발생했다. 파이프라인은 즉시 폐쇄되었고, 트랜스캐나다는 유출 12일 후 파이프를 다시 사용하기 시작했다. 2017년 하반기 대부분 키스톤 파이프라인은 복구 작업 중 압력을 낮추어 운영되었다. 연방 파이프라인 및 위험물 안전청은 실패가 "2008년 파이프라인에 설치된 중량과 관련된 파이프라인 및 코팅의 기계적 손상으로 인해 발생했을 수 있다"고 밝혔다. 나중에 국립 교통 안전 위원회(NTSB)는 금속 트랙 차량이 해당 지역 위를 지나가 파이프라인에 손상을 입혔음을 발견했다. 2018년 4월, 연방 조사 결과 현장에서 408,000 미국 갤런 (1,540 m3)의 원유가 유출된 것으로 확인되었는데, 이는 트랜스캐나다가 보고한 양의 거의 두 배에 달했다. 이 수치는 2002년 이후 미국 내륙 최대 유출 사고 중 7번째로 큰 규모였다.
2018년 4월, 로이터는 2010년 운영 시작 전에 트랜스캐나다가 위험 평가에서 규제 기관에 보고한 것보다 키스톤이 미국에서 "상당히 더 많은 석유를 더 자주 유출"했음을 보여주는 문서를 검토했다.
2019년 10월 31일, 에딘버그, 노스다코타 근처에서 파열이 발생하여 약 9,120 배럴 (1,450 m3)가 유출되었는데, 이는 0.5에이커의 격납 시설에서 회수되지 않은 45,000 미국 갤런 (170 m3)가 5에이커를 오염시켰다. 이는 사우스다코타 수자원 관리 위원회가 TC 에너지에게 키스톤 XL 건설을 위한 임시 건설 노동자 숙소 건설에 수백만 갤런의 물을 사용하도록 허가할 것인지 여부에 대한 청문회 도중에 발생했다.

#### 2022년 유출
2022년 12월 7일, 캐나다 TC 에너지는 압력 손실을 알리는 오후 9시(동부 시간) 경보에 대응하여 키스톤 파이프라인 시스템의 폐쇄를 시작했다. TC 에너지는 스틸시티, 네브래스카에서 남쪽으로 20마일 떨어진 워싱턴군, 캔자스주의 한 하천으로 석유가 유출되었음을 확인했다. 약 588,000갤런의 타르샌드 원유가 유출되었다. 유출 및 폐쇄 소식에 따라 다음날 미국 유가는 약 4% 상승했다. 이 누출은 거의 10년 만에 미국에서 가장 큰 규모였다.

#### 2025년 유출
2025년 4월 8일, 파이프라인은 포트랜섬 근처에서 파열되었다.

### 수자원
파이프라인 건설은 아메리카 원주민 보호구역 몇 군데의 상류 수자원에 영향을 미칠 수 있다. 비록 파이프라인이 어떤 부족 토지를 통과하지는 않지만 말이다. TC 에너지는 주로 파이프 설치를 위한 드릴링, 펌프장 건설, 먼지 제어를 위해 건설 중 샤이엔강, 화이트강 (사우스다코타), 배드강 (사우스다코타)의 물을 사용할 허가를 신청하고 있다.

### 탄소 배출량 증가
천연자원보호협회(NRDC)와 같은 환경 단체들은 오일샌드에서 석유를 운송하는 것 때문에 이 프로젝트에 반대한다. NRDC는 2010년 3월 보고서에서 "키스톤 XL 파이프라인은 미국의 청정 에너지 경제에 대한 약속을 훼손하며", 대신 "높은 비용으로 오염된 연료를 공급한다"고 밝혔다. 2010년 6월 23일, 의회의 민주당 의원 50명은 힐러리 클린턴 국무장관에게 보낸 서한에서 "이 파이프라인 건설은 미국의 청정 에너지 미래와 기후 변화에 대한 국제적 리더십을 훼손할 잠재력이 있다"고 경고하며, 다른 기존 화석 연료에 비해 타르를 취해 사용 가능한 연료 제품으로 만드는 데 필요한 화석 연료의 투입량이 더 높다고 언급했다.
당시 하원 에너지 및 상거래위원회 위원장이었던 헨리 왁스먼 의원도 온실가스 배출 문제 때문에 국무부에 키스톤 XL 차단을 촉구했다.
2010년 12월, 기업 윤리 인터내셔널, NRDC, 시에라 클럽, 350.org, 국립 야생 동물 연맹, 지구의 벗, 그린피스, 열대 우림 행동 네트워크를 포함한 행동 단체가 후원하는 노 타르샌드 오일 캠페인이 시작되었다.
2011년 9월, 조 올리버, 캐나다 천연자원부 장관은 토론토 캐나다 클럽 연설에서 오일샌드 개발 반대자들을 날카롭게 비판하며, 오일샌드는 전 세계 온실가스 배출량의 약 0.1%를 차지하며, 미국 석탄 발전소는 캐나다 오일샌드보다 거의 40배 많은 온실가스를 배출하고 캘리포니아산 블랙탑은 오일샌드보다 더 많은 온실가스를 배출한다고 주장했다.
그러나 2013년 현재, 타르샌드 오일 생산 및 가공은 미국에서 사용되는 평균 석유보다 약 14% 더 많은 온실가스를 배출한다.
국무부의 2012년 최종 추가 환경 영향 평가서(최종 SEIS)는 파이프라인 프로젝트 거부가 석유가 지하에 머물게 된다는 것을 의미한다면, 파이프라인 용량까지 석유를 생산하고 운송하는 것은 다른 석유 출처와 비교하여 온실가스 배출량을 증가시킬 것이라고 추정했다. "그러나, ... 그러한 변화가 발생할 가능성은 낮다. [제안된 프로젝트를 포함하여] 어떤 원유 운송 프로젝트의 승인 또는 거부는 오일샌드 추출 속도 또는 중질 원유 수요에 유의미하게 영향을 미치지 않을 것이다." 어떤 경우든 석유가 추출된다면, 관련 비교는 이를 운송하는 다른 수단과 비교해야 한다. 최종 SEIS는 세 가지 대체 시나리오를 고려했으며, "건설 및 운영(직접 및 간접)과 관련된 총 온실가스 배출량은 제안된 프로젝트 전체 경로보다 세 가지 시나리오 각각에서 더 높을 것"이라고 밝혔다.
2015년 2월, 미국 환경 보호국은 키스톤 XL 파이프라인 프로젝트에 대한 미국 국무부의 최종 추가 환경 영향 평가서(최종 SEIS)에 대해 파이프라인이 앨버타의 탄소 집약적 오일샌드 확장을 야기하여 온실가스 배출량을 유의미하게 증가시킬 것이라고 답변했다. 그리고 제안된 50년의 파이프라인 수명 동안 이는 "대기 중으로 13억 7천만 톤의 온실가스를 더 배출"할 수 있음을 의미한다고 밝혔다. 환경 보호국은 현재 상대적으로 저렴한 석유 가격 때문에 기업들이 오일샌드에서 자체 개발을 시작할 가능성이 낮을 수 있다고 결론지었다. 기업들이 철도로 운송하기에는 너무 비쌀 것이다. 그러나 "오일을 시장으로 이동하는 저렴한 방법을 제공하는 파이프라인의 존재는 가격이 낮더라도 기업들이 오일샌드에서 추출할 가능성을 높일 수 있다." 환경 보호국은 국무부가 유가 하락을 고려하여 이전 결론을 "재검토"해야 한다고 제안했다.
트랜스캐나다 코퍼레이션은 사장 겸 CEO 러셀 K. 걸링의 서한으로 답변했는데, 트랜스캐나다는 "낮은 유가에서 [키스톤 XL 파이프라인] 프로젝트가 오일샌드 생산 성장률 및 그에 따른 온실가스 배출량을 증가시킬 것이라는 환경 보호국의 추론을 거부한다"고 밝혔다. 걸링은 환경 보호국의 결론이 "최종 SEIS에 명시된 사실이나 실제 시장 관찰에 의해 뒷받침되지 않는다"고 주장했다.

## 여론 조사

### 미국

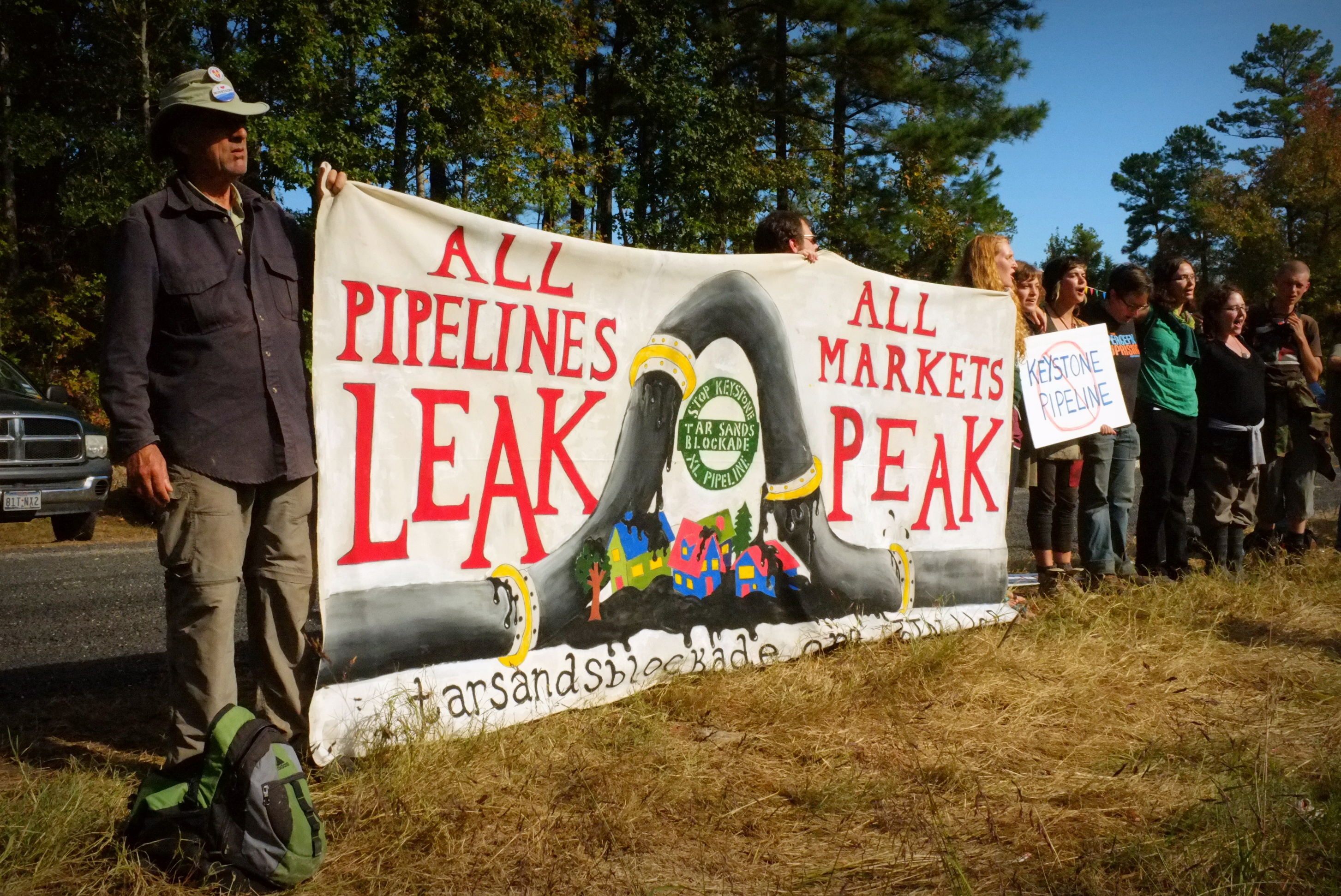
키스톤 XL 파이프라인 건설 현장 근처 시위대 (2012년 10월 15일)

분쟁 초기 독립적인 전국 여론 조사 기관들이 실시한 여론 조사에서 미국 내 제안된 파이프라인에 대한 지지율이 과반수를 차지했다.
2013년 9월 퓨 센터가 실시한 여론 조사에 따르면 65%가 찬성하고 30%가 반대했다. 같은 여론 조사에서 남성(69%), 여성(61%), 민주당원(51%), 공화당원(82%), 무소속(64%)뿐만 아니라 연령, 교육, 경제 상태, 지리적 지역별로 모두 과반수가 파이프라인을 선호했다. 퓨 여론 조사에서 파이프라인에 반대하는 것으로 확인된 유일한 집단은 자유주의 성향의 민주당원이었다(찬성 41% 대 반대 54%).
2012년부터 2014년까지 독립적인 전국 여론 조사 기관이 실시한 키스톤 XL 파이프라인에 대한 여론 조사 결과는 다양했다.
- 갤럽 (2012년 3월): 정부가 승인해야 한다 57%, 정부가 승인하지 않아야 한다 29%[227]
- 퓨 센터 (2013년 9월): 찬성 65%, 반대 30%[226]
- 라스무센 (2014년 1월): 찬성 57%, 반대 28% (유권자 대상)[228]
- USA 투데이 (2014년 1월): 찬성 56%, 반대 41%[229]
- 워싱턴 포스트-ABC 뉴스 (2014년 4월): 정부가 승인해야 한다 65%, 정부가 승인하지 않아야 한다 22%[230]
- CBS 뉴스 – 로퍼 (2014년 5월): 찬성 56%, 반대 28%[231]

반면, 퓨 센터의 2017년 2월 여론 조사에 따르면 파이프라인 지지율은 42%로 하락했으며, 응답자의 48%가 파이프라인에 반대하는 것으로 나타났다. 이는 2014년 이후 지지율이 17% 포인트 하락한 것으로, 대부분은 민주당원과 민주당 성향의 무소속 지지율이 급격히 감소한 데 따른 것이다. 여론 조사 당시 민주당원의 17%만이 파이프라인에 찬성했다. 공화당원 사이의 지지율도 하락했지만(76%로) 민주당원만큼 급격하지는 않았다.

### 캐나다
2017년 3월 9일 발표된 앵거스 리드 인스티튜트 여론 조사에 따르면 캐나다 전역의 응답자 중 48%가 키스톤 XL 부활을 지지했으며, 33%는 반대했고 20%는 불확실했다. 앨버타주의 지지율은 77%, 퀘벡주는 36%였다.

## 대체 프로젝트
2011년 11월 16일, 엔브리지는 걸프 만에서 쿠싱 허브로 흐르던 시웨이 파이프라인의 코노코필립스 50% 지분을 매입한다고 발표했다. 엔터프라이즈 프로덕트 파트너스 LP와 협력하여 시웨이 파이프라인을 역전시켜 쿠싱의 석유 과잉 공급량이 걸프 만에 도달할 수 있도록 하고 있다. 이 프로젝트는 이전에 제안되었던 쿠싱에서 걸프 연안까지의 대체 프로젝트인 랭글러 파이프라인 프로젝트를 대체했다. 2012년 5월 17일에 역전 운영을 시작했다. 그러나 산업계에 따르면 시웨이 라인만으로는 걸프 연안으로 석유를 운송하기에 충분하지 않다.
2012년 1월 19일, 트랜스캐나다는 연방 승인이 필요 없도록 초기 경로를 단축할 수 있다고 발표했다. 트랜스캐나다는 해당 구간의 공사가 2012년 6월에 시작되어 2013년 중반에서 하반기에 가동될 수 있다고 말했다.
2013년 4월, 앨버타 주 정부는 미국을 통과하는 남쪽 파이프라인의 대안으로 북극 해안까지 북쪽으로 향하는 더 짧은 전 캐나다 파이프라인을 조사하고 있으며, 이곳에서 석유를 북극해를 통해 아시아와 유럽 시장으로 유조선으로 운송할 것이라고 밝혔다. 8월에는 트랜스캐나다가 더 긴 전 캐나다 파이프라인인 에너지 이스트를 건설하여 세인트존 항구 도시까지 동쪽으로 확장하고 동시에 몬트리올, 퀘벡 시티, 세인트존 정유소에 원료를 공급하는 새로운 제안을 발표했다.
기존 국경 통과 라인 67 파이프라인의 엔브리지 "앨버타 클리퍼" 확장 공사는 2013년 후반에 시작되었다. 이는 기존 파이프라인에 일일 350,000 배럴 (56,000 m3)의 용량을 추가하여 누적 총 일일 800,000 배럴 (130,000 m3)가 되었다. 2014년 후반, 엔브리지는 미국 국무부의 최종 승인을 기다리고 있었으며 2015년 중반에 마지막 단계 완공을 예상했다. 엔브리지에 따르면 라인 67 업그레이드 프로젝트 2단계가 완료되었고 2015년 7월에 가동되었다.

## 소송
2009년 9월, 독립 정유업체 CVR은 키스톤 파이프라인 통행료에 대해 트랜스캐나다를 상대로 2억 5천만 달러의 손해 배상 또는 운송 계약 해제를 요구하는 소송을 제기했다. CVR은 파이프라인의 캐나다 구간 최종 통행료가 처음 제시된 것보다 146% 높았고, 미국 구간 통행료는 92% 높았다고 주장했다. 2010년 4월, 세 곳의 소규모 정유업체는 새로운 파이프라인에 비용 초과가 발생했다며 트랜스캐나다를 상대로 키스톤 운송 계약을 해지하라는 소송을 제기했다.
2009년 10월, 천연자원보호협회가 환경 영향 평가서가 결함이 있다는 이유로 파이프라인에 이의를 제기하는 소송을 제기했다. 이 소송은 NRDC가 소송을 제기할 권한이 없다는 절차상의 이유로 연방 판사에 의해 기각되었다.
2012년 6월, 시에라 클럽, 클린 에너지 퓨처 오클라호마, 이스트 텍사스 하위 지역 계획 위원회는 공동으로 미국 오클라호마 서부지구 연방 지방법원에 가처분 명령을 구하고 미국 육군 공병대가 쿠싱, 오클라호마에서 걸프 연안까지의 파이프라인 구간에 대해 전국 허가 12호를 발급한 조치에 대한 검토를 신청했다. 이 소송은 연방 행정 절차법 5 U.S.C. § 701 et. seq.에 반하여 공병대의 허가 발급이 자의적이고 변덕스러웠으며 재량권의 남용이었다고 주장한다.
2016년 1월 초, 트랜스캐나다는 키스톤 XL 허가 거부를 "자의적이고 부당하다"고 부르며 미국을 상대로 NAFTA에 따라 ISDS 클레임을 제기할 것이며 150억 달러의 손해 배상을 요구할 것이라고 발표했다.

## 같이 보기
- 미국의 기후변화
- 미국의 환경 인종 차별
- 송유관 목록
- 정유소 목록
- 캐나다 오일샌드 관련 글 목록
- 21세기 미국 파이프라인 사고 목록

## 추가 자료
- 미국 의회조사국, R41668. “키스톤 XL 파이프라인 프로젝트: 주요 문제” (PDF) (December 2, 2013).
- 미국 의회조사국, R42611. “오일샌드 및 키스톤 XL 파이프라인: 배경 및 선정된 환경 문제” (PDF) (April 14, 2014).
- 미국 의회조사국, R43415. “키스톤 XL: 최종 환경 영향 평가서의 온실가스 배출량 평가” (April 5, 2017).
- 미국 의회조사국, R43261. “국경 통과 에너지 시설에 대한 대통령 허가” (August 1, 2017).
- 미국 의회조사국, IN10825. “키스톤 XL 파이프라인: 최근 개발 상황” (November 21, 2017).
- 그로스만, 졸탄 (2017). 《예기치 않은 동맹: 원주민 국가와 백인 공동체, 시골 토지 방어를 위해 연합 (원주민 합류)》. 시애틀 및 런던: 워싱턴 대학교 출판부. ISBN 978-0295741512.